# Matija Dedić
Matija Dedić (Zagreb, 2. ožujka 1973. − Zagreb, 8. lipnja 2025.), bio je hrvatski jazz pijanist i skladatelj. Sin je istaknutih hrvatskih glazbenika, pjevačice Gabi Novak i kantautora Arsena Dedića.

## Životopis
Matija Dedić rođen je 2. ožujka 1973. godine u Zagrebu gdje je završio srednju glazbenu školu "Vatroslav Lisinski". Rođen u obitelji glazbenika istom se počeo baviti vrlo rano. Već s pet godina počeo je svirati klasičnu glazbu na glasoviru. Slušao je skoro sve glazbene stilove te ubrzo otkriva jazz koji mu daje mogućnost više kreativnog i osobnog pogleda na glazbu. Nakon završene srednje glazbene škole 1991. odlazi u Graz gdje upisuje jazz akademiju. Privatne sate imao je kod Johna Taylora iz Kölna, Hala Galpera, Billa Dobinsa i Barryja Harrisa. Diplomirao je 1997. godine u klasi profesora Haralda Neuwirtha.
U Zagreb se vratio 1997. godine i ubrzo postiže veliki ugled na hrvatskoj glazbenoj sceni. Tijekom tih godina svira s vlastitim sastavom pod nazivom Boliers Quartet s kojim prati velike jazz glazbenike poput Bennyja Golsona, Kennyja Burrella, Roya Haynesa, Joséa Felicianoa te sastav "All Stars Band". U međuvremenu također je imao priliku nastupati s Tamarom Obrovac i njezinim kvartetom. Krajem 1990-ih Matija osniva trio pod nazivom Matija Dedić Trio koji je izvodio njegova autorska djela. Zajedno s njim u sastavu još sviraju iskusni jazz glazbenici iz kvarteta Tamare Obrovac, Žiga Golob (kontrabas) i Krunoslav Levačić (bubnjevi).
Tijekom godina svirao je u gotovo svim zemljama Europe te u Sjedinjenim Državama s velikim glazbenim imenima kao što su Alvin Queen, Martin Drew, Ron Ringwood, Boško Petrović, Marc Murphy Band, Patrizia Conte, David Gazarov, Gianni Basso, Miles Griffith, Onder Fokan, Jean Louis Rassinfosse, Anca Parghel, Tomi Emanuel, Lenny White, Kendrick Scott, Jim Madison, Jeff Ballard, Vicente Archer, Buster Wiliams, Larry Grenadier, N.H.O. Pedersen, Ron Mcclure, Tamara Obrovac, Marek Patrman, Salvatore Maiore i mnogi drugi.
Piše glazbu za televiziju i kazalište, a također nastupa s popularnim glazbenicima hrvatske pop scene. Godine 2000. potpisao je ugovor s izdavačkom kućom Cantus records. Iste godine Cantus records objavljuje njegov prvi solo album pod nazivom Solo Part 1, a u prosincu 2001. i drugi pod nazivom Handwriting za koji je sljedeće godine osvojio tri diskografske nagrade Porin. U srpnju 2002. godine Matija je nastupio u Francuskoj na jazz festivalu the Montreux Jazz, kao jedan od 11 finalista od ukupno 400 pijanista iz čitavog svijeta. Godine 2004. u nakladi izdavačke kuće Dallas Records objavljuje svoj album Tempera. Matija je na njemu snimio dvanaest Gibonnievih skladbi po vlastitom izboru. Sedam je izveo sam, dok je preostale pet obradio uz pomoć starog suradnika, s kojim svira u Boilers Quartetu, Mladena Barakovića (kontrabas) i Borne Šercara (bubnjar i perkusionist). Programiranje je napravio Silvio Pasarić. Godinu dana kasnije za istog izdavača objavljuje album Drugi pogled koji sadrži najpopularnije skladbe njegovog oca Arsena Dedića poput "Sve te vodilo k meni", "Kuća pored mora", "Ni ti ni ja", "Ne plači", "Razgovor s konobarom" i "Moderato cantabile". Zajedno s belgijskim kontrabasistom Jean-Louis Rassinfosseom i češkim bubnjarom Marekom Patrmanom 2006. godine snimio je album Visiting Bruxeless. Na albumu Life of Flowers, na kojem svira s glazbenicima raznih stilova, uz vlastite izvodi i skladbe Dore Pejačević.
Godine 2008. ostvario je suradnju sa svjetskim glazbenicima kao što su Jeff Ballard, Larry Grenadier, Buster Williams i L. White. Matija se privatno usavršava kod jednog od najvećih jazz glazbenika Barryja Harrisa. 
Preminuo je 8. lipnja 2025. godine u Zagrebu.

## Nagrade
Matija Dedić dobitnik je brojnih domaćih i inozmenih nagrada i priznanja.
- 1998. – Nagrada za najboljeg jazz pijanista godine
- 1999. – Nagrada Porin za najbolji jazz album (Octopussy) i jazz skladbu ("Picture's")
- 1999. – Nagrada za najboljeg jazz pijanista godine
- 2000. – Porin za najbolju jazz skladbu ("To The Lite")
- 2000. – Nagrada Hrvatskog društva skladatelja za album Octopussy kao najboljeg mladog hrvatskog skladatelja i autora u posljednjih 10 godina.
- 2002. – Porin za najbolji jazz album (Handwriting) i jazz skladbu ("End Of May")
- 2004. – Porin za najbolju instrumentalnu izvedbu ("Tempera")
- 2005. – Porin za najbolji jazz album (Tempera) i jazz izvedbu ("Oprosti")
- 2007. – Porin za najbolju instrumentalnu izvedbu ("Dora")
- 2009. – Porin za najbolji jazz album (Life of Flowers)
- 2009. – Nagrada Hrvatske glazbene unije Status u kategoriji za najboljega klavirista
- 2010. – Porin za najbolju jazz skladbu ("Angela") i produkciju (Gabi Novak in concert)

## Diskografija
- 1998. – Octopussy (Croatia Records)
- 1999. – Mr. K.K. (Dancing Bear)
- 2000. – Solo Part 1 (Cantus Records)
- 2001. – Handwriting (Cantus Records)
- 2002. – Tempera (Dallas Records)
- 2005. – Drugi pogled (Dallas Records)
- 2006. – Visiting Bruxeless (Dallas Records)
- 2008. – Life of flowers (Dallas Records)
- 2010. – Friends (Dallas Records)
- 2010. – Kontesa (Cantus Records)

## Vanjske poveznice
- Jazz.hr[neaktivna poveznica] - Matija Dedić
- Nacional.hr  Arhivirana inačica izvorne stranice od 20. lipnja 2010. (Wayback Machine) - Intervju